# 웰링턴 쿠
V.K. 웰링턴 쿠(영어: V.K. Wellington Koo, 중국어: 顧維鈞 구웨이쥔, 1887년 1월 29일~1985년 11월 14일)는 중화민국의 외교관이다.
그는 1919년 파리 강화 회의에서 중화민국 대표단들 중의 하나였으며, 프랑스, 영국과 미국 주재 중화민국 대사를 지냈다. 그는 국제연맹과 유엔의 창립식에서 참가자였고 1957년부터 1967년까지 헤이그에 있는 국제사법재판소의 판사를 지냈다. 1926년 10월과 1927년 6월 사이에 외무장관을 지내는 동안에 웰링턴 쿠는 잠시 중화민국의 총리 임시대행과 중간기의 총통을 맡았다. 그는 공공적으로 서양식 이름을 쓰는 데 처음이자 단 하나의 중화민국 수뇌였다.

## 생애와 경력

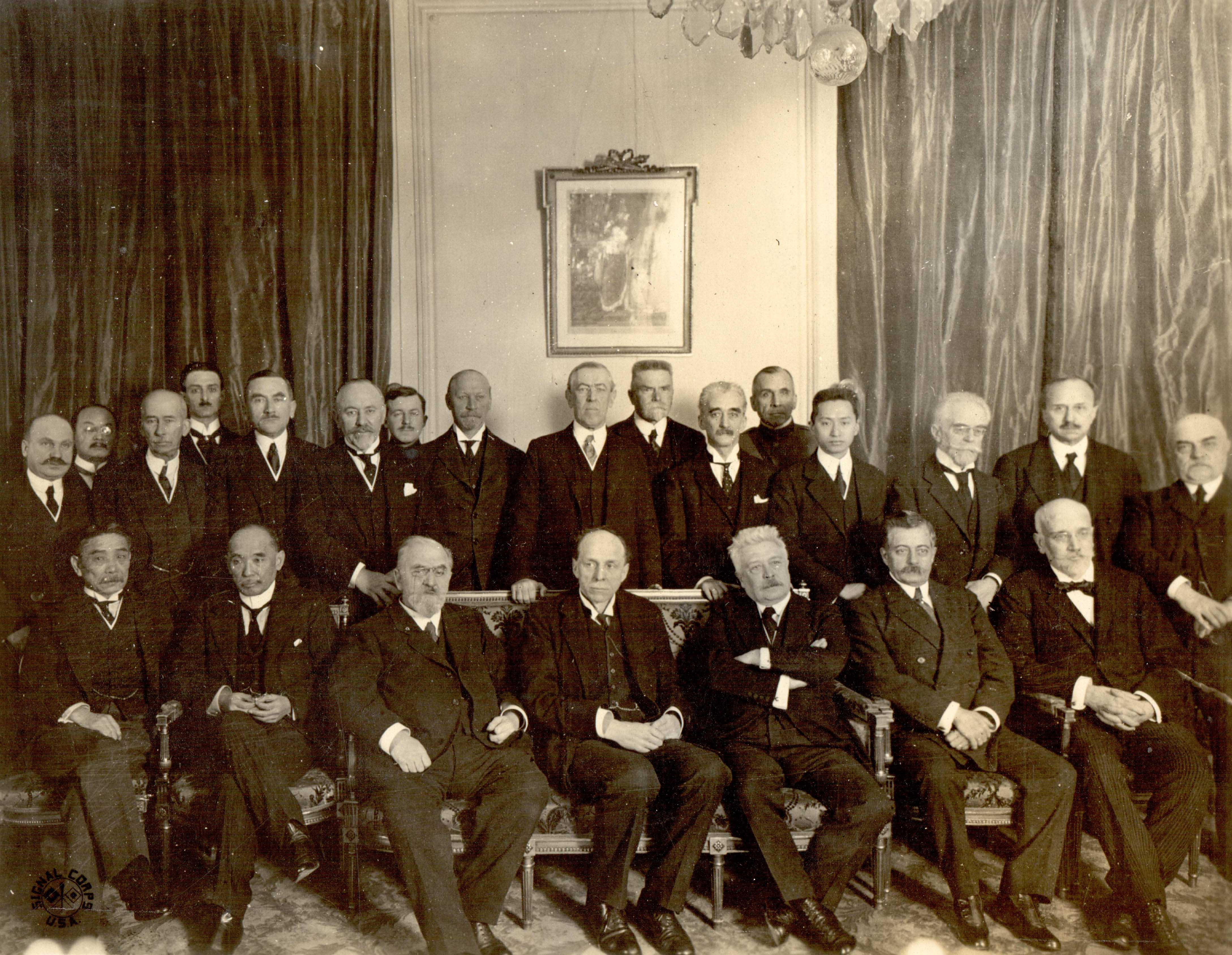
파리 강화 회의에서 (2번째줄 오른쪽에서 4번째가 웰링턴 쿠)

상하이에서 태어난 웰링턴 쿠는 세인트존슨 대학교와 자신이 문학과 토론 클럽 필로렉시언 사회의 일원이었던 컬럼비아 칼리지에서 수학하고 1908년 졸업하였다. 1912년 컬럼비아 대학교에서 국제법과 외교학에서 철학박사 학위를 받았다. 그해 귀국하여 새 중화민국 총통 위안스카이 내각의 영어 장관을 지냈다. 1915년 미국과 쿠바에 중화민국 공사로 임명되었다.
1919년 파리 강화 회의에서 그는 외무장관 루정샹이 이끄는 중화민국 사절단의 일원이었다. 서방 세력과 일본 앞에서 그는 중화민국의 산둥반도 영유권을 주장하였다. 그는 치외 법권, 관세 통제, 공사관 감시와 임대 보유 같은 제국주의 제도들을 끝내는 요구를 하기도 하였다. 서방 세력들은 그의 주장들을 거부하였고, 그 결과로서 파리 강화 회의의 중화민국 사절단은 베르사유 조약의 조인식에서 조인하지 않은 단 하나의 나라였다.
웰링턴 쿠는 새롭게 형성된 국제연맹으로 중화민국의 초대 대표로서 연맹의 형성에 관련되기도 하였다. 1922년 그는 성공적으로 외무장관과 재무장관을 지냈다. 그는 2회의 총리 임시대행(1924년, 1926년)을 맡았고, 1926년 10월 1일부터 총리 임시대행이면서 동시에 중간기의 총통으로 활약하였다. 1927년 1월부터 6월까지 총리를 지내다가 장쭤린이 군사 정부를 결성할 때 사임하였다.
1928년 북벌이 베이징에서 정부를 무너뜨린 후, 그는 잠시 난징에서 새로운 국민당 정부에 의하여 구금을 원했으나 장쉐량의 중재를 통하여 그는 새 정부와 조화되어 외교관 업무로 복귀하였다.

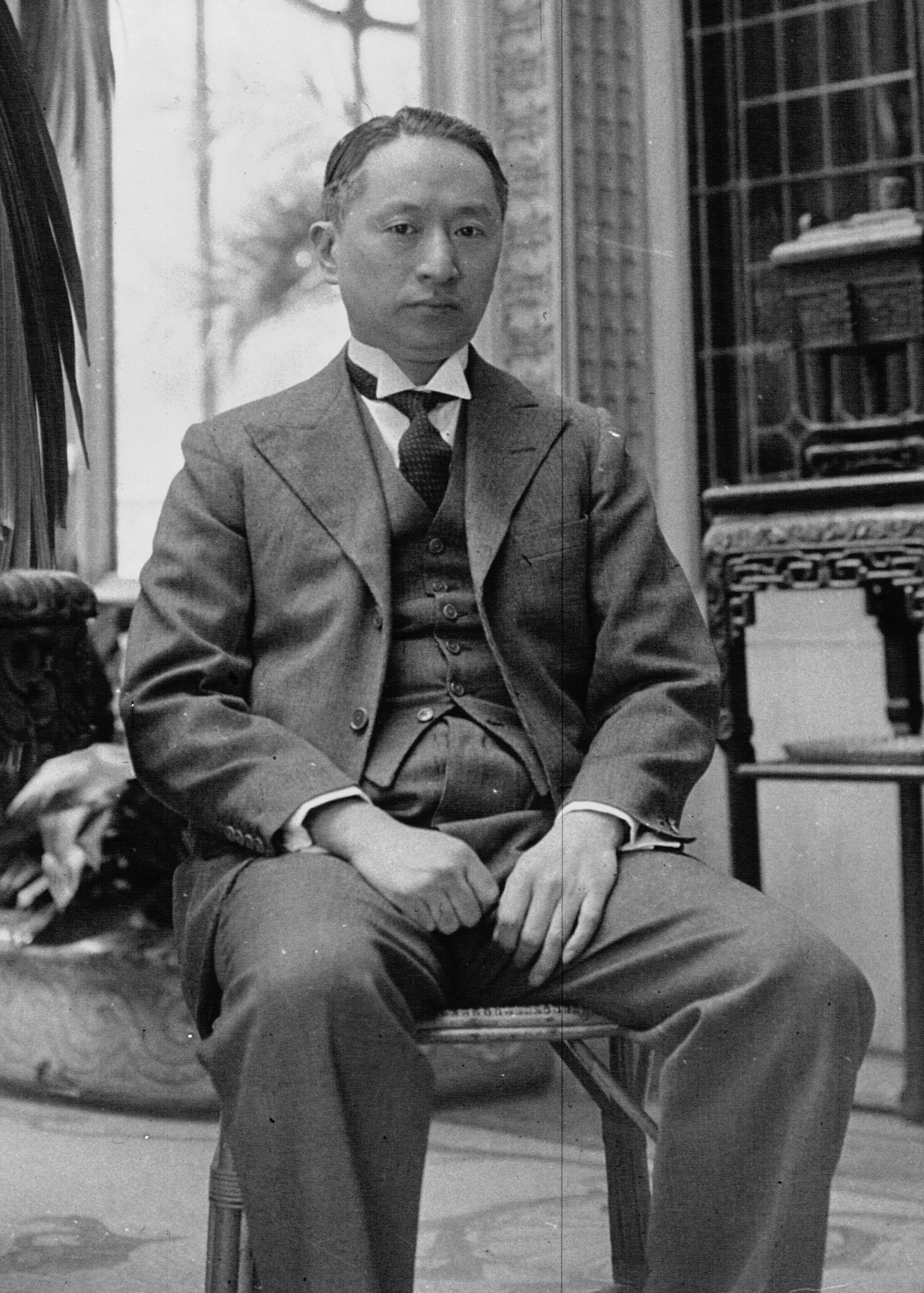
프랑스 주재 대사 시절의 웰링턴 쿠

1936년부터 1940년 독일이 프랑스를 점령할 때까지 그는 프랑스 주재 대사를 맡았다. 후에 1946년까지 영국 주재 대사였던 웰링턴 쿠는 유엔의 창립 사절단들 중의 하나였다. 후에 미국 주재 대사가 되어 국민당이 공산당에게 패하여 타이완으로 후퇴하면서 중화민국과 미국 사이에 동맹을 유지하는 데 전념하였다.
1956년 외교관으로서 퇴직한 그는 국제사법재판소의 판사가 되었고, 자신의 기간의 마지막 3년 동안 재판소의 부의장을 지냈다.
1967년 퇴작한 그는 뉴욕으로 이주하여 여생을 거기서 보냈다.

## 개인 생활
1908년 웰링턴 쿠는 자신의 첫 부인 장룬어와 결혼하였고, 1912년 이혼하였다.
그의 2번째 부인 탕바오웨는 전 중화민국의 총리 탕사오이의 막내딸이자 화가이며 배우 셰마이마이의 사촌이다. 웰링턴 쿠가 1912년 중화민국으로 귀국한 후 곧 그들의 결혼 생활이 시작되었다. 그녀는 1918년 인플루엔자 유행병으로 사망하였다. 부부는 2명의 자식을 두었다.
그의 3번째 부인 오에이후이란이며, 그녀는 1921년 벨기에 브뤼셀에서 웰링턴 쿠와 결혼하였다. 전통적 만주 유행의 채택으로 거의 사모한 그녀는 푸라나칸 중국인 설탕 부호 오에이툥함의 42명 자식들 중의 하나였다. 웰링턴 쿠는 그녀와 2명의 아들을 두었다 - 웰링턴 쿠 2세(1922 ~ 75)와 프리먼 쿠(1923 ~ 77).
1959년 9월 3일 쿠는 4번째 부인 줄리아나 옌과 결혼하였다. 그는 이 결혼 생활로부터 3명의 양녀를 두었다 - 제네비브(영화 감독 고던 파크스의 부인), 셜리와 프랜시스 로레타 영.

## 사망
1985년 11월 14일 뉴욕에서 97세의 나이로 사망하였다.